# Алюмінієві руди
Алюмі́нієві ру́ди (рос. алюминиевые руды, англ. aluminium ores; нім. Aluminiumerze, Aluerze) — гірські породи і мінерали, з яких добувають алюміній. При переробці алюмінієвих руд спочатку одержують глинозем (Al2О3), з якого електролітичним методом виплавляють металевий алюміній.
Потенційною сировиною для одержання алюмінію є також кіанітові, силіманітові та андалузитові сланці, каолінітові глини й аргіліти. Основні алюмінієві руди — боксити, алуніти, нефелінові сієніти,
При оцінці можливостей використання окремих видів алюмінієвих руд велике значення мають вміст, склад і співвідношення в них різних домішок, особливо кремнезему і заліза. Тепер основною алюмінієвою рудою є боксити.
Розроблено спосіб одержання алюмінію з нефелінових сієнітів (з одночасним виробленням соди та цементу) і силіманітових сланців.
До алюмінієвих руд належать також продукти зміни кислих лавалуніти, але поширення їх обмежене. Вміст Al2О3 в найкращих сортах бокситів 40–45 % (при співвідношенні Al2О3: SiO2 >= 2.6), в нефелінових сієнітах — 19–22 %.
Технічно можливо одержувати алюміній з глин, польовошпатових порід, але економічно це ще невигідно.

## Родовища
В Україні алюмінієві руди є в Приазов'ї, на Закарпатті, в межах Українського щита.
За кордоном великі родовища алюмінієвої руди є в Угорщині, на території колишньої Югославії, у Франції, Індії, Центральній і Південній Африці, а також на Уралі, в Казахстані, Сибіру, на Кольському півострові, у Прибайкаллі і Закавказзі (нефелінові сієніти), в Закавказзі і Казахстані (алуніти).